# Promenons-nous dans les bois (film, 2000)
Pour les articles homonymes, voir Promenons-nous dans les bois.
Pour plus de détails, voir Fiche technique et Distribution.
Promenons-nous dans les bois est un film d'horreur français réalisé par Lionel Delplanque, sorti en 2000.

## Synopsis
Cinq jeunes comédiens arrivent pour monter un spectacle sur Le Petit Chaperon rouge. Très vite, l'histoire horrible qu'ils mettent en scène se déploie sous leurs yeux, et le Grand Méchant Loup se réincarne sous la forme d'un meurtrier. La fiction devient une réalité sanglante, et la nuit sera longue.

## Fiche technique
- Titre original : Promenons-nous dans les bois
- Titre international : Deep in the Woods[1]
- Réalisation : Lionel Delplanque
- Scénario : Annabelle Perrichon, adapté par Lionel Delplanque
- Musique : Jérôme Coullet
- Décors : Nathalie Barbé, Arnaud de Moleron et Frank Monseigny
- Costumes : Edith Bréhat
- Photographie : Denis Rouden
- Son : Lucien Balibar, Cyril Holtz, Philippe Amouroux, Jeremy Hoenack
- Montage : Alice Lary et Pomme Zhed
- Production : Olivier Delbosc et Marc Missonnier
  - Production déléguée : Pierrick Goter
- Sociétés de production[2] : Fidélité Productions, Pathé Films, Studiocanal, Glozel Diffusion, Studio Images 6, Cofimage 11, Gimages 3 et le CNC
- Sociétés de distribution : Pathé Distribution
- Budget : 2,9 millions d’ €[3]
- Pays de production :  France
- Langue originale : français
- Format[4] : couleur - 35 mm - 2,35:1 (Cinémascope) - son DTS | Dolby Digital
- Genre : thriller, épouvante-horreur
- Durée : 90 minutes
- Dates de sortie[1] :
  - Suisse romande : 27 mai 2000 (Festival international du film fantastique de Neuchâtel)
  - France, Belgique : 14 juin 2000[5]
- Classification[6] :
  - France : interdit aux moins de 12 ans[7]
  - Belgique : tous publics (Alle Leeftijden)[5]
  - Québec : 13 ans et plus (13+ / 13 years and over)
  - Suisse romande : interdit aux moins de 16 ans[8]

## Distribution
- Clotilde Courau : Sophie
- Clément Sibony : Matthieu
- Vincent Lecœur : Wilfried
- Alexia Stresi : Jeanne
- Maud Buquet : Mathilde
- François Berléand : Axel de Fersen
- Denis Lavant : Stéphane
- Michel Muller : le policier
- Thibault Truffert : Nicolas
- Marie Trintignant : la mère
- Suzanne MacAleese : Pélagie

## Musique
La musique qui accompagne le spectacle sur Le Petit Chaperon rouge est Pierre et le Loup de Prokofiev.

## Accueil

### Accueil critique
Le film reçoit en majorité des critiques négatives. Il est 14e dans la liste des pires films de tous les temps sur Allociné, avec une note de 1,1/5 des spectateurs.

## Distinctions
Entre 2000 et 2001, Promenons-nous dans les bois a été sélectionné 4 fois dans diverses catégories et a remporté 1 récompense.

### Récompenses
- Festival international du film de Catalogne 2000 : Grand Prix d'Argent du Film Fantastique Européen pour Lionel Delplanque.

### Nominations
- Festival international du film de Catalogne 2000 : Meilleur film pour Lionel Delplanque.
- Festival international du film fantastique de Neuchâtel 2000 : Meilleur long métrage pour Lionel Delplanque.
- Fantasporto 2001 : nommé au Grand Prix d'or du film fantastique européen pour Lionel Delplanque.

## Analyse